# Калипан
Калипан (каз. Қалипан) — некрополь в Тупкараганском районе Мангистауской области Казахстана. Расположен в 29 км севернее города Актау, к северу от трассы Актау — Форт-Шевченко.

## Описание
Наиболее ранние памятники Калипана датируются X веком. Согласно легенде, основателем некрополя был Халифе, выходец из туркмен, ученик и преемник мудреца Кошкар-Аты. Однако истинность данной легенды ставится под сомнение, поскольку Кошкар-Ата считается учеником Ходжи Ахмеда Ясави, который жил в XII веке.
Калипан чётко разграничен на две части: туркменскую юго-западную и казахскую северо-восточную. Сооружения в обеих частях некрополя высечены из твёрдого песчаника.
Туркменские памятники представлены двумя мавзолеями, один из которых разрушен, а также оградами и койтасами — надгробиями в виде стилизованных баранов. Сооружения украшены рельефными изображениями сабель и боевых топоров, а на одной из поверхностей присутствует изображение конного лучника.
Среди казахских памятников преобладают койтасы, установленные на ступенчатых постаментах, и кулпытасы. Поверхности обильно украшены орнаментом, в котором переплетаются геометрические и растительные мотивы. Памятники не всегда отличаются чёткостью внешних форм. В верхней части отдельных памятников высечены изображения мечети и мавзолея. Все памятники казахской части выдержаны в едином стиле одного из ранних направлений камнерезного искусства Западного Казахстана, распространённого в XVIII — начале XX веков.

## Исследование и охрана
В 1979—1980 годах Калипан был исследован археологической экспедицией под руководством С. Е. Ажигали.
Калипан входит в список памятников истории и культуры местного значения Мангистауской области.
В 2013 и 2014 годах сотрудники Департамента таможенного контроля Мангистауской области дважды проводили уборку мусора и мелкие ремонтные работы на территории некрополя.